# ایستگاه متروی کیلبرن
ایستگاه کیلبرن یک ایستگاه از خط بیکرلو و از خطوط متروی لندن است.که در منطقه کیلبرن قرار دارد و در ۲۴ نوامبر ۱۸۷۹ افتتاح شده‌است.

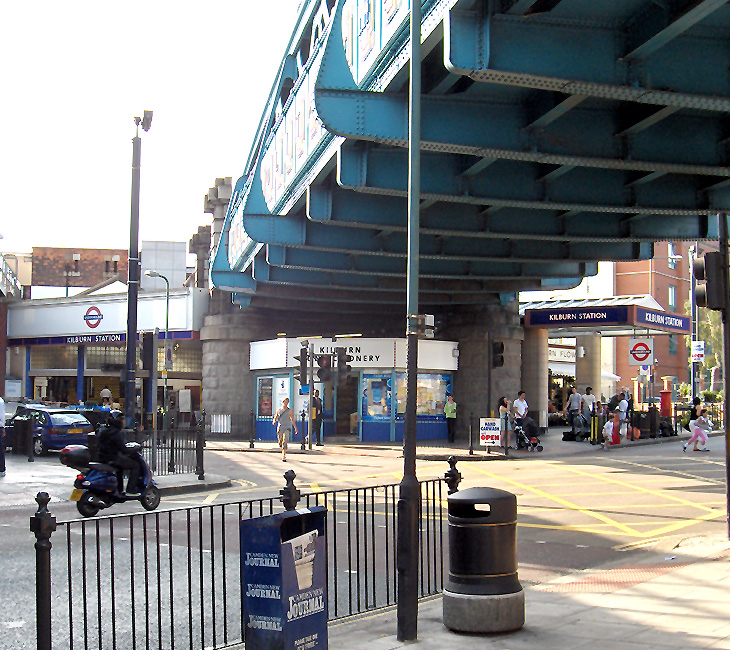

## نگارخانه

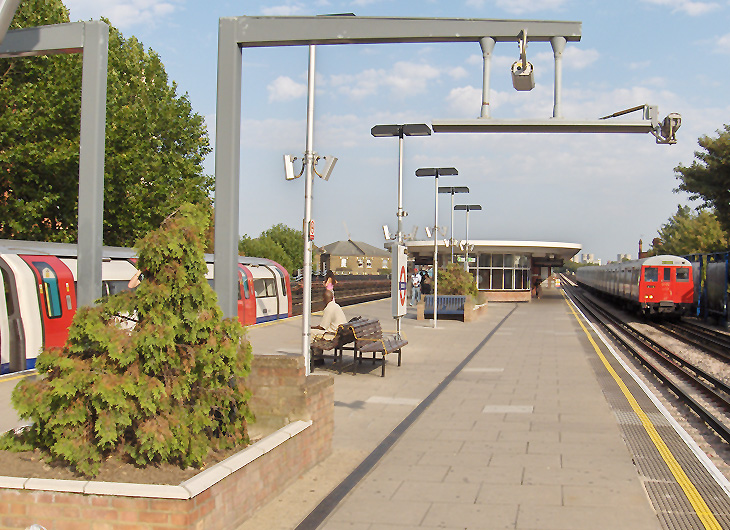
Kilburn Jubilee Line station platforms, with a passing Metropolitan Line train, far right. (September 2006)

چرینگ
1. 1 2 3 4  "Multi-year station entry-and-exit figures" (XLS). London Underground station passenger usage data. Transport for London. June 2015. Retrieved 20 June 2015.